# Magura (Beszterce-Naszód megye)
Magura (románul: Măgura Ilvei) település Romániában, Erdélyben, Beszterce-Naszód megyében.

## Fekvése
Naszódtól északra fekvő település.

## Története
Magura nevét 1808-ban említette először oklevél Magura aliis Mogura Be-v formában. 1888-ban Mogura, 1913-ban Magura néven írták. 1891-ben A Pallas nagy lexikona így írt a településről: „Magura (Mogura) kisközség Beszterce-Naszód vármegye ó-radnai járásában, 1775 oláh lakossal.”
A trianoni békeszerződés előtt Beszterce-Naszód vármegye Óradnai járásához tartozott. 1910-ben 1420 lakosából 1315 román, 72 cigány, 31 magyar volt. Ebből 1378 görögkatolikus, 22 izraelita  volt.